# ديسكو ديسكو (فلم)
ديسكو ديسكو هو فيلم مصري عُرض عام 1994، بطولة نجلاء فتحي وصلاح ذو الفقار ومحمود حميدة وشريف منير، ومن إخراج إيناس الدغيدي.

## قصة الفيلم
في مدرسة ثانوية مختلطة بها بعض النماذج من الطلبة المتباينة طباعهم وأخلاقهم وفقا لبيئتهم المنزلية وحالة والديهم، بينما يلتقي أولياء أمورهم بالنادي وكل على صلة بالآخر ففي المدرسة سعيد أبو الدهب (شريف منير) طالب فاسد لا هم له سوى الرقص والعربدة وتعاطي الهيروين مستعينا بأموال والده ملك المعسل الجاهل (محمد متولي) والذي ترأس النادي بحكم ما يقدمه من تبرعات، ويصادق سعيد الفتاة لولا (ميرنا وليد) الضائعة بسبب إهمال والدها ضابط المباحث الأرمل عصام (محمود حميدة) المشغول عنها بعمله. وهناك كمال السلحدار (عمرو عبد الجليل) شقيق ألفت (نجلاء فتحي) مديرة المدرسة، ويحب نادية (ميار الببلاوي) ابنة ابن عمه المحامي مختار (صلاح ذو الفقار) والذي يفرض سياجا حول ابنته نادية بعد أن انفصل عن أمها (ألفت سكر) بحكم محكمة بعد أن شهدت عليه ابنة عمه ألفت، بأنه كان يضرب زوجته، فقاطعها ويسعى للانتقام منها. وهناك الرياضي المجتهد عربي (محمد لطفي) ابن مدرس اللغة العربية شلبي (عثمان عبد المنعم) الذي يطالب والده بالإقلاع عن التدخين. وعلى الجانب الآخر وخارج المدرسة يوجد عم صابر (أحمد سامي عبد الله) صاحب كشك الجرائد وابنته سيدة (جيهان سلامة) التي تساعده في الكشك وابنه حسنين (أيمن عبد الرحمن) المنضم لجماعة متشددة تكفر المجتمع، وهناك عم أيوب (مصطفى عكاشة) سايس السيارات وابنته عنايات (وفاء عامر) التي تقدم المشروبات داخل النادي وابنه متولي (عبد الله محمود) الذي يعمل بالديسكو داخل النادي، ويوزع المخدرات للطلبه سرا، ويأخذها من زينهم أبو دومة (إبراهيم نصر) صاحب محل تأجير شرائط الفيديو. يتزعم سعيد أبو الدهب شلة الطلبة الفاسدين بالمدرسة، ويقوم بالصرف عليهم فيدينون له بالولاء، ولا يهتم بدروسه ويهين المدرسين، وتحاول ألفت المديرة إصلاحه وشلته ولكن دون جدوى، كما أن هناك علاقة عاطفية بين ألفت وضابط المباحث عصام، لا ترضى عنها ابنته لولا، كما أن كمال السلحدار متزوج من نادية ابنة المحامي مختار عرفيا وسرا.اشترط سعيد على نادية إذا أرادت الانضمام إلى الشلة، أن تسرق سيارة ضابط المباحث عصام، فسرقتها وقبض عليها، ولكن عصام تنازل حرصاً على مستقبلها، وطلبها أبو الدهب لإبنه سعيد فوافق مختار ورغم علم سعيد بحب نادية لكمال، إلا أنه لم يعترض خوفا من أن يمنع والده عنه المال الذي يتعاطي به المخدرات. فشل سعيد في الدخول على زوجته بسبب إدمانه، وقد وضع حبوب هلوسة للمديرة ألفت في الشاي، مما جعلها تأتي بتصرفات غريبة وفاضحة، فأرادت الانتقام من سعيد ففضحته أمام والديه بعجزه، وأخبرت مختار أن ابنته متزوجة عرفيا من كمال، وقام عصام بالقبض على أبو دومة، فأخرجه مختار ببعض الحيل، وقبض على متولي لإصابته بالإيدز، وعلى حسنين لمحاولته قتل أخته، وقامت ألفت بقتل أبو دومة وسلمت نفسها.

## طاقم التمثيل
- نجلاء فتحي بدور (ألفت)
- صلاح ذو الفقار بدور (مختار)
- محمود حميدة بدور (عصام)
- شريف منير بدور (سعيد أبو الدهب)
- محمد متولي بدور (والد سعيد)
- ميرنا وليد بدور (لولا)
- ميار الببلاوي بدور (نادية)
- عمرو عبد الجليل بدور (كمال)
- عبد الله محمود بدور (متولي)
- إبراهيم نصر بدور (زينهم)
- وفاء عامر بدور (عنايات)
- محمد لطفي بدور (عربي)
- أيمن عبد الرحمن بدور (حسنين)
- ألفت سكر بدور (والدة نادية)
- علية الجباس
- أحمد فاروق
- جيهان سلامة بدور (سيدة)
- أحمد سامي عبد الله بدور (صابر)
- منى عزيز بدور (مغنية الديسكو)
- مصطفى عكاشة بدور (أيوب)
- عثمان عبد المنعم بدور (شلبي)

## فريق العمل
- إخراج: إيناس الدغيدي
- تأليف: عبد الحي أديب
- مدير التصوير: محسن نصر
- مونتاج: سلوى بكير
- موسيقى تصويرية: حسين الإمام
- إنتاج: أفلام مصر العربية (واصف فايز)
- توزيع: أفلام مصر العربية (واصف فايز)